# Босхачи
Босхачи (калм. Босхачи) — посёлок в Октябрьском районе Калмыкии, в составе Цаган-Нурского сельского муниципального образования.
Население - 42 (2010)

## Название
Название посёлка калм. Босхачи можно перевести как "начинатель", "инициатор" (отглагольное сущ. от калм. босх - 1) вставать; подниматься; начинаться; возникать; 2) восставать; поднимать мятеж

## История
Дата основания не установлена. Предположительно основан в начале 1920-х годов в рамках политики привлечения к оседлости коренного населения. На довоенной карте РККА отмечен как Восхожа. С 1938 года в составе Цаган-Нурского  сельсовета относился к Кетченеровскому улусу Калмыцкой АССР.
28 декабря 1943 года калмыцкое население было депортировано, посёлок, как и другие населённые пункты Кетченеровского улуса Калмыцкой АССР, был передан Астраханской области. Посёлок относился к Никольскому району Астраханской области.
Калмыцкое население стало возвращаться после отмены ограничений по передвижению в 1956 году. Посёлок возвращён вновь образованной Калмыцкой автономной области в 1957 году. Впоследствии переименован в посёлок Южный. В 1967 году включён в состав Октябрьского района Калмыцкой АССР
Дата переименования в Босхачи не установлена.

## Физико-географическая характеристика
Посёлок расположен в пределах Сарпинской низменности (северо-западная часть Прикаспийской низменности), примерно в 0,8 км от озера Сарпа (Цаган-Нур), на высоте около 1 метра над уровнем моря. Рельеф местности равнинный. Со всех сторон посёлок окружён пастбищными угодьями. Почвенный покров комплексный: распространены солонцы (автоморфные) и бурые солонцеватые почвы.
По автомобильной дороге расстояние до столицы Калмыкии города Элиста составляет 180 км, до районного центра посёлка Большой Царын - 91 км, до административного центра сельского поселения посёлка Цаган-Нур - 2,7 км. У посёлка проходит автодорога Цаган-Нур - Сарпа.
Климат умеренный резко континентальный (согласно классификации климатов Кёппена  — Bsk), с жарким и засушливым летом и относительно холодной и малоснежной зимой. Среднегодовая температура воздуха положительная и составляет около + 9,0 °C
Часовой пояс
Босхачи, как и вся Республика Калмыкия, находится в часовой зоне МСК (московское время). Смещение применяемого времени относительно UTC составляет +3:00.

## Население
| 2002 | 2010 |
| ---- | ---- |
| 54   | ↘42  |

Национальный состав
Согласно результатам переписи 2002 года в посёлке проживали калмыки (100 %)
| Национальность | Численность (2010) | Процент |
| -------------- | ------------------ | ------- |
| Калмыки        | 45                 | 100%    |
| Всего          | 45                 | 100%    |